# Università cattolica di Ružomberok
L'Università Cattolica di Ružomberok (in slovacco: Katolícka univerzita v Ružomberku) è un'università slovacca di ispirazione cattolica, con sede centrale a Ružomberok e un'altra sede a Košice.
L'università è stata istituita con la legge nº 167 del 10 maggio 2000.
L'attuale rettore è il professore e presbitero Msgr. Jozef Jarab.

## Facoltà
L'università si articola in quattro facoltà: filosofia, pedagogia e medicina, con sede a Ružomberok, e teologia, con sede a Košice.

## Rettori
- Pavol Kluvánek (luglio 2000 - ottobre 2001)
- Jozef Ďurček (novembre 2001 - giugno 2004)
- Boris Banáry (luglio 2004 - giugno 2008)
- Tadeusz Zasępa (luglio 2008 - maggio 2014)
- Jozef Jarab (giugno 2014 - agosto 2018)
- Jaroslav Demko, dal 27 agosto 2018